# Brachystegia glaberrima
Brachystegia glaberrima är en ärtväxtart som beskrevs av Robert Elias Fries. Brachystegia glaberrima ingår i släktet Brachystegia och familjen ärtväxter. Inga underarter finns listade i Catalogue of Life.